# Ectenessa angusticollis
Ectenessa angusticollis là một loài bọ cánh cứng trong họ Cerambycidae.